# Agathis borneensis
Agathis borneensis es una especie de conífera perteneciente a la familia Araucariaceae. Se encuentra en las Islas Molucas y Sulawesi. La especie más parecida es Agathis dammara.

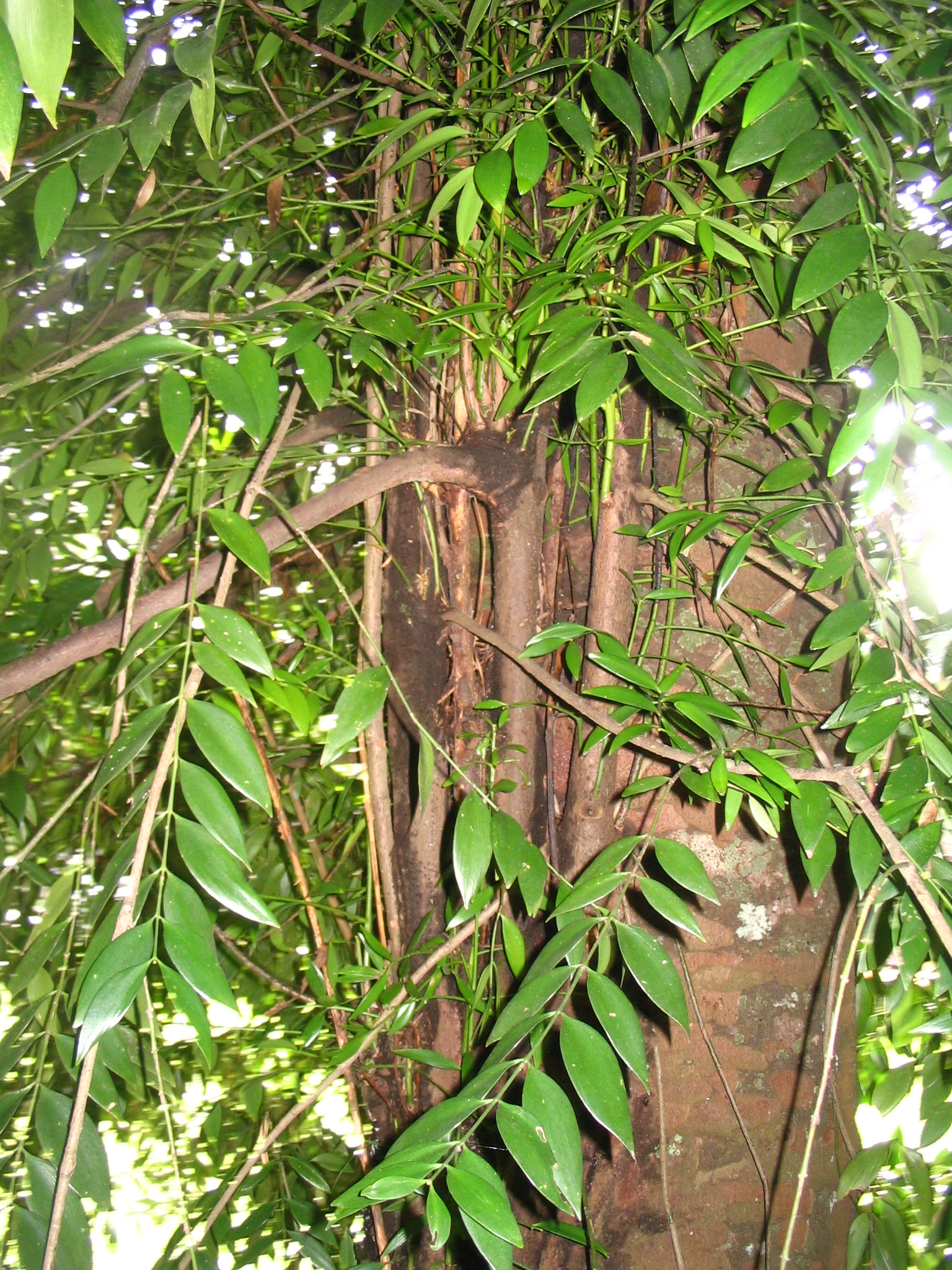
Vista de la planta

## Descripción
Son árboles que alcanzan un tamaño de hasta 50 m de alto y 3,5 m de diámetro. Los árboles maduros tienen un largo fuste limpio de 20-30 m con una copa ancha emergente de grandes ramas  rígidas. La corteza de color variable: gris, marrón claro, al negro, con hoyuelos de escamas finas o rugosas, exfoliantes, por lo tanto, con pocas epífitas. Las hojas gruesas, coriáceas, de color verde claro, muy variables. Polen conos axilares, solitarios. Conos de semillas, solitarios en pedúnculos gruesos, elipsoidales a globosos, de 10-13 cm de diámetro en la madurez, resinosos, en la maduración verde a marrón.

## Taxonomía
Agathis borneensis fue descrita por Otto Warburg y publicado en Monsunia, Beiträge zur Kenntniss der Vegetation des Süd- und Ostasiatischen Monsungebietes 1: 184, en el año 1900.
Sinonimia
- Agathis beccarii Warb.
- Agathis beckingii Meijer Drees
- Agathis latifolia Meijer Drees
- Agathis macrostachys Warb.
- Agathis rhomboidalis Warb.[4]